# 루돌프 크라이
루돌프 크라이(체코어: Rudolf Kraj, 1977년 12월 5일~)는 체코의 전직 권투 선수이다. 그는 2000년 하계 올림픽에서 남자 라이트헤비급 은메달을 획득했으며 세계 선수권 대회에서 동메달 1개를 획득했다.